# Bitka kod Gergovije
Bitka kod Gergovije bila je jedna od bitaka Galskog rata. Odvila se u blizini oppiduma Gergovije, negdje u današnjoj Francuskoj. Završila je taktičkom pobjedom Gala i porazom rimskih snaga, kojima je Cezar zbog velikih gubitaka naredio povlačenje.

## Bitka
Na proljeće 52. godine prije Krista, Cezar je s vojskom krenuo prema Gergoviji. Na raspolaganju mu je bilo 6 legija i pomoćne postrojbe. Vercingetoriksovi Gali, koji su bili brojno superiorniji, razmjestili su se izvan opide, po okolnim brdima. Znali su i da je zapadni dio Gergovije ranjiv na napade, zbog čega su ondje počeli koncentrirati vojsku. Cezar je također uočio to slabo mjesto, pa je organizirao serije napada prema tamo, no tri legije su krenule samoinicijativno napadati Gergoviju na drugom mjestu. Eduanske konjanike koji krenuli su drugim putem i u konačnici se trebali pridružiti legionarima, u trenutku dolaska dio legionara je zamijenio za neprijatelje te ih krenuo napadati. Cezar je u tom trenutku bio prisiljen uvoditi red među svoju vojskom. Sav metež koji je tada nastao čuli su branitelji i Vercingetoriks koji naređuje konjanički marš na Rimljane ispod utvrde. Munjeviti galski konjanici razbili su rimske redove te im uz dodatni pješački napad nanijeli velike gubitke, zbog čega je Cezar izdao zapovijed o povlačenju.    